# Matayoshi Shinpō
Matayoshi Shinpō (jap. 又吉眞豊; * 27. Dezember 1921 auf Okinawa; † 7. September 1997) war ein okinawanischer Experte des Kobudō und des Karate, der Sohn von Matayoshi Shinkō (1888–1947) und Erbe des von seinem Vater geschaffenen Stils des Matayoshi Kobudō (又吉古武道) und des Kingai-ryū Tōde Jutsu (金硬流唐手術).

## Leben
Matayoshi Shinpō begann im Alter von acht Jahren mit dem Studium des Karate und des Bō unter der Anleitung von Kyan Chōtoku. Nachdem sein Vater 1934 von seiner zweiten Chinareise zurückgekehrt war, lernte er bei ihm weitere Kobudō-Künste (u. a. Sai, Nunchaku, Tonfa, Kama). Im Jahre 1935 begann er außerdem, den Stil des Shōrin-ryū Ha Tsuru Ken (少林流派鶴拳) – Weißen Kranichs – bei Go Kenki zu erlernen. Nach dem Tod des Vaters führte er dessen Werk weiter. Von 1945 bis 1960 lehrte er Kobudō in Kawasaki, Japan. Er kehrte anschließend auf Okinawa zurück, wo er zunächst im Dōjō Shōdōkan (尚道館) von Higa Seikō lehrte. 1969 gründete er sein eigenes Dōjō, das er Kōdōkan – Ort des erleuchteten Weges (光道館) – nannte, in Erinnerung an seinen Vater, dessen Vorname Shinkō „wahres Licht“ bedeutet. Im Jahr darauf gründete er in Naha die Ryūkyū Kobudō Föderation (Ryūkyū Kobudō Renmei). Matayoshi Shinpō unternahm zahlreiche Vorführungs- und Lehrgangsreisen in verschiedene Länder. Er hat eine Vielzahl von Experten ausgebildet, u. a. auch Chinen Kenyū (geb. 1944) und Zenei Oshiro (geb. 1953), zwei gebürtige Okinawaner, die in Frankreich leben und seither Unterricht in zahlreichen europäischen Dōjō erteilen. Kenyu Chinen ist der berühmteste von Shinpo Matayoshi ausgebildete Kobudo-Experte weltweit, der die World Oshukai Federation (W.O.F.) gründete und seither als Chefinstruktor leitet. Seit 1973 unterhielt Matayoshi Shinpō außerdem enge Beziehungen mit Roland Habersetzer, einem französischen Kampfkunstexperten.